# Mo'Nique's Fat Chance
Mo'Nique's Fat Chance es una miniserie reality show. En él, diez mujeres de talla grande compiten en un concurso de belleza para transformarse en "Miss F.A.T." (Fabulous and Thick). Transmitido desde el año 2005 por la cadena Oxygen, fue condicido por la actriz Mo'Nique.

## Temporadas
La primera edición fue transmitida en el año 2005 y la ganadora fue Joanne Borgella, quien además había sido semifinalista en la séptima temporada de American Idol. Los jueces fueron Kevin Lennox, Shaquille O'Neal y Mia Tyler.
La ganadora de la segunda edición en 2006 fue Tanisha Malone.
La tercera temporada se llevó a cabo en París, Francia, y fue estrenada en julio de 2007. Los jueces de esta edición fueron Velvet d'Amour, Mikki Taylor y Sylvie Fabregon.